# Automobilismo

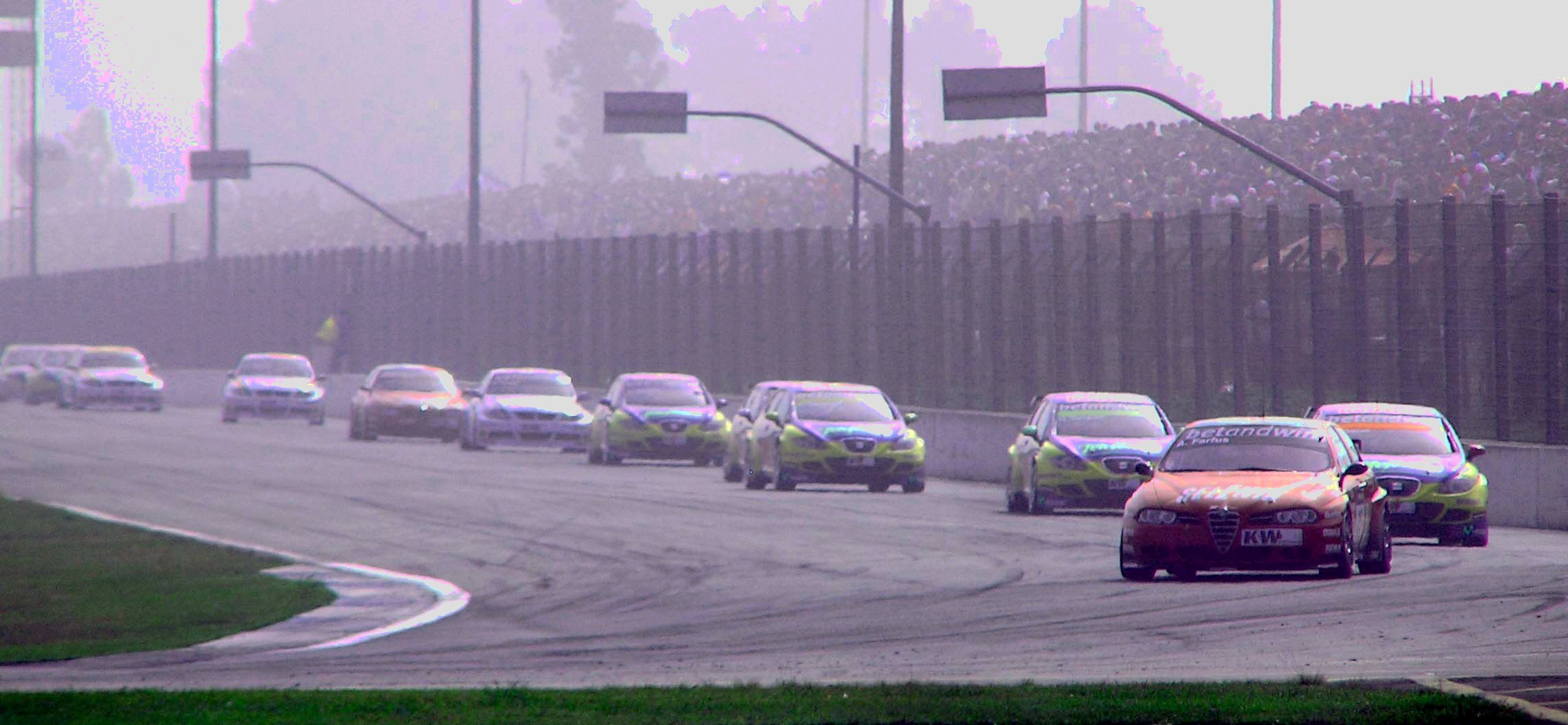
Una gara del Campionato del Mondo Turismo, competizione automobilistica riservata ad automobili Turismo prodotte in grandi serie.

L'automobilismo è uno sport, consistente nel gareggiare con un'automobile da corsa - realizzata secondo uno specifico regolamento tecnico che varia in base alla competizione - entro un percorso chiuso alla normale circolazione (autodromo oppure tracciato stradale).

## Descrizione

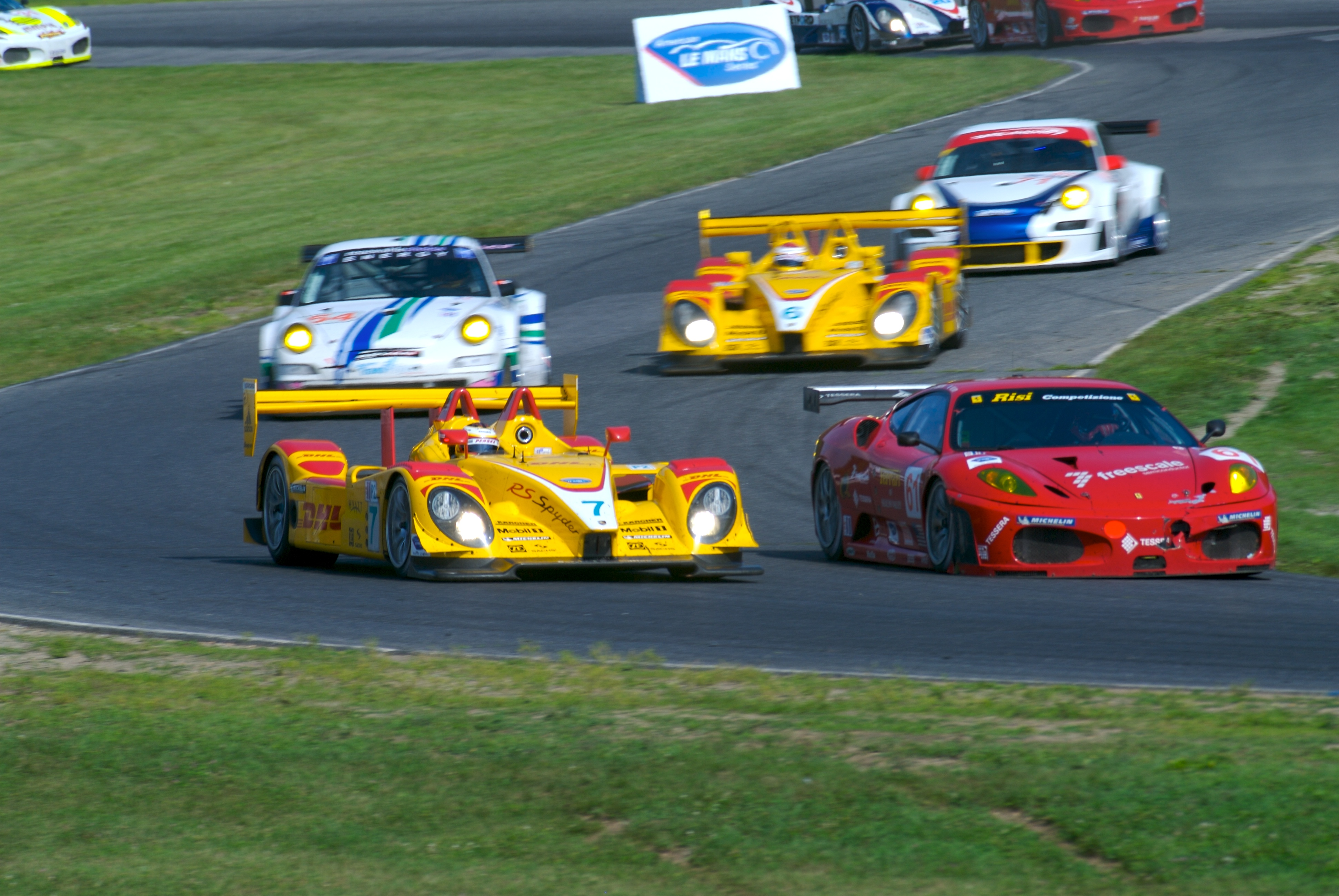
Immagine di una corsa dell'American Le Mans Series, campionato nordamericano attivo dal 1999 al 2013 per vetture Sport Prototipo aderenti al regolamento LMP1 ed LMP2 e Gran Turismo di categoria GT1 e GT2.

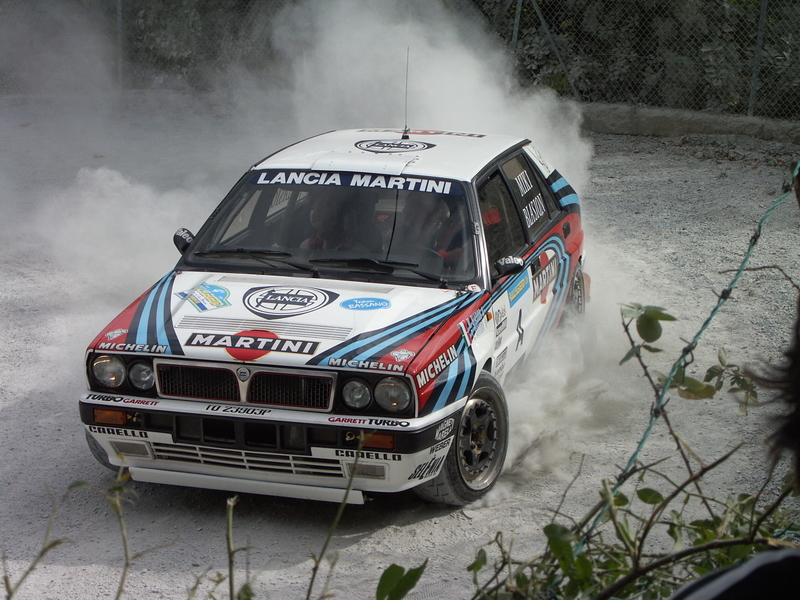
Il rally include gare su asfalto, sterrato e neve. La serie più prestigiosa di questa specialità è il Campionato del Mondo Rally.

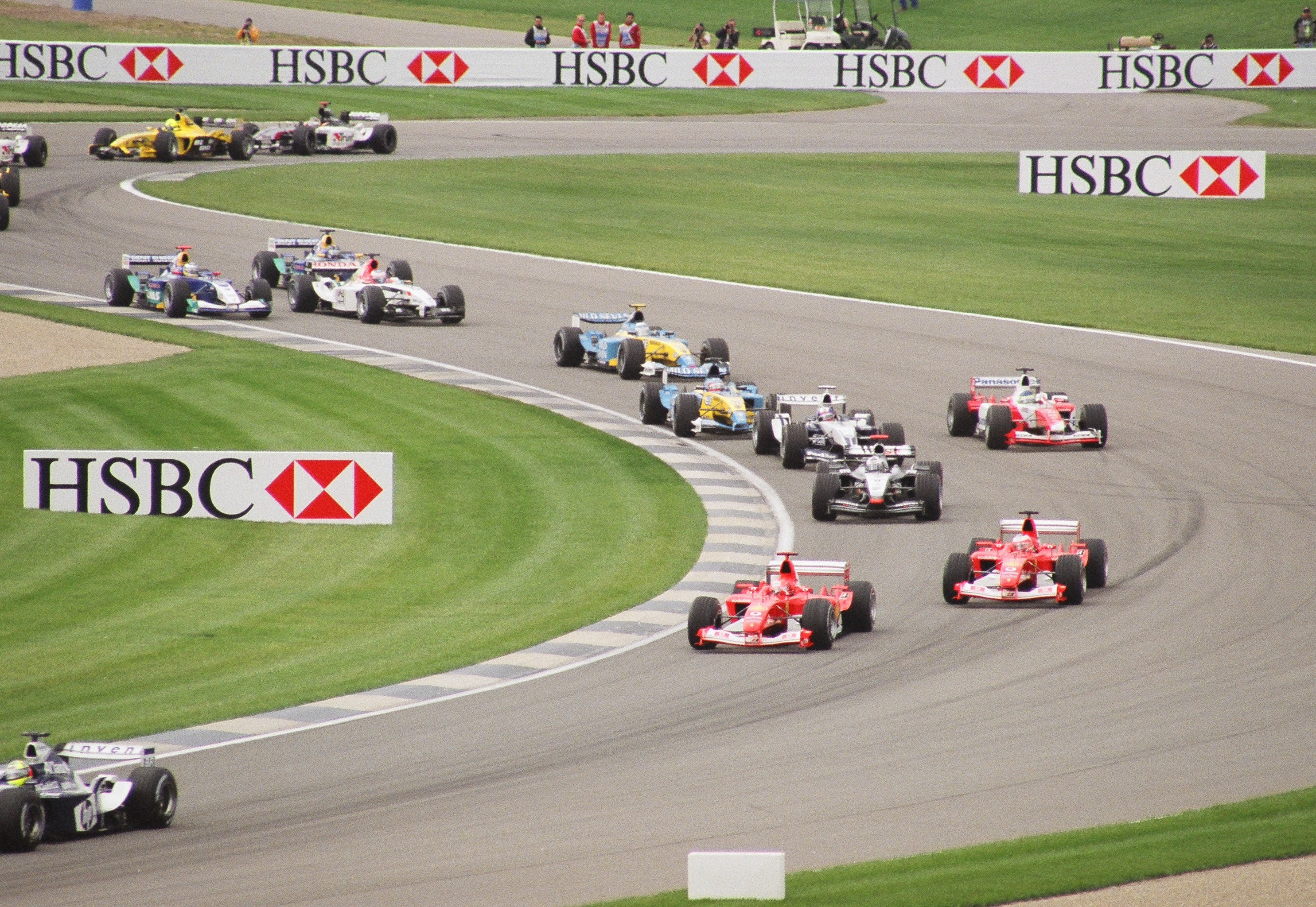
Una gara del Campionato del Mondo di Formula 1, la massima serie in termini prestazionali per monoposto.

Ciascuna vettura è gestita da una squadra motoristica, composta di ingegneri e meccanici e con un coordinatore a capo; l'atleta che conduce il veicolo è detto "pilota".
L'obiettivo di tale sport è percorrere il tracciato di gara (in base ad un determinato numero di giri oppure di km) impiegando un tempo minore rispetto agli avversari. I campionati di automobilismo sono, generalmente, basati su più gare che si disputano in tracciati differenti: ogni corsa attribuisce, in base al piazzamento del traguardo, punti ai singoli piloti ed alle rispettive squadre. Alla conclusione del campionato, il pilota e la squadra che hanno totalizzato il maggior numero di punti si aggiudicano il titolo.
Nello specifico i titoli più prestigiosi sono quelli messi in palio nel Campionato del Mondo organizzati dalla Federazione Internazionale dell'Automobile (FIA). Ogni specialità automobilistica, differenziata da un'altra in base alla tipologia di vetture utilizzate, al numero di piloti che si possono alternare alla guida di uno stesso esemplare, alla distanza ed al fondo stradale (asfaltato, sterrato o neve) su cui la competizione si sviluppa, gode di un proprio Campionato del Mondo. Nel caso delle monoposto la massima espressione è il Campionato del Mondo di Formula Uno, delle Sport Prototipo e delle Gran Turismo il Campionato del Mondo Endurance FIA, delle Turismo la Coppa del Mondo Turismo e delle vetture da rally il Campionato del Mondo Rally.
Per le case automobilistiche questo sport ha sempre rappresentato un ottimo campo di ricerca tecnologica. Sono infatti innumerevoli le innovazioni progettate e sviluppate sulle automobili da corsa che successivamente sono state adottate su quelle stradali, contribuendo a migliorarne le prestazioni velocistiche, l'efficienza e la sicurezza.
Da sottolineare che all'automobilismo è connaturato il pericolo di incidenti, provocati da guasti meccanici o errori di pilotaggio, con esiti a volte mortali per i piloti, i commissari di percorso, i meccanici e in certe circostanze anche per gli spettatori. Col passare degli anni però l'incremento del livello di sicurezza ha limitato gli eventi luttuosi.

## Storia

### Gli inizi
Il primo evento agonistico automobilistico risale al 16 luglio 1878, quando due veicoli a vapore si sfidarono in una corsa di circa 201 miglia organizzata lungo le strade tra Green Bay e Madison, nello stato del Wisconsin (Stati Uniti d'America): per la cronaca la vittoria a poco meno di 10 chilometri orari di media arrise a Frank A. Shomer e Hans M. Farrand che guidavano un veicolo chiamato Oshkosh.
Nel 1894 si svolse in Francia la prima competizione automobilistica propriamente detta, organizzata dal giornale di Parigi "Le Petit Journal" sul tratto stradale Parigi-Rouen, che vide affrontarsi le De Dion-Bouton, le Panhard-Levassor, le Peugeot e le Benz & Cie. di Karl Benz.
Nel 1895 ci fu la Parigi-Bordeaux, vinta da Émile Levassor, mentre in quello stesso 1895 venne indetta la prima corsa italiana (18 maggio, Torino-Asti-Torino). Anche la prima vera corsa americana è ascrivibile al 1895 ed ebbe luogo il 2 novembre, da Chicago a Waukegan e ritorno, per un totale di circa 92 miglia (148 chilometri): si impose la Mueller-Benz guidata da Oscar B.Mueller.
Il 1º maggio 1898 si verificò il primo incidente mortale nella storia dell'automobilismo sportivo, durante la Corsa del Périgueux. Nei fatti, il marchese Renaud de Montaignac de Chauvance, in gara con la sua Landry et Beyroux, urta la Benz Parisienne di De Montariol, tentando un sorpasso. Entrambe le vetture finirono nella scarpata laterale alla strada. De Montariol rimase illeso, mentre de Montaignac subì gravi ferite e morì tre ore dopo il sinistro.
La prima competizione automobilistica veramente "internazionale" fu la Gordon Bennett Cup, organizzata dal 1900 al 1905.
L'ACF, la Federazione Francese dell'automobilismo, organizzò diverse corse, con partenza a Parigi e arrivo in diverse città transalpine o europee fino al 1903, quando per un incidente mortale morì, vicino ad Angouleme durante la Parigi-Madrid, Marcel Renault. Altri 8 incidenti mortali convinsero il governo francese a vietare le corse automobilistiche.
Nel 1906, nacquero la Targa Florio (93 Miglia sulle strade siciliane) e, nella cittadina di Le Mans, il primo vero Gran Premio. 32 sfidanti gareggiarono in un lunghissimo circuito di 105 km per due giorni, percorrendo in media 6 giri al giorno. I 1260 km di corsa furono completati per primo dall'ungherese Ferenc Szisz su una Renault.
Nella stessa cittadina francese dal 1923 si svolge anche una delle manifestazioni automobilistiche più conosciute, la 24 Ore di Le Mans.
Nel 1907, nacque la corsa sul circuito tedesco del Kaiserpreis (75 Miglia sulla catena del Taunus) e il GP francese del Dieppe (48 miglia di circuito).
Il primo Ovale fu costruito in Inghilterra a Brooklands nel 1907, il secondo, ben più famoso, ad Indianapolis nel 1909, dove nel 1911 nacque la 500 Miglia di Indianapolis che si corre ancora nel ventunesimo secolo.

### 1910-1939
L'Italia fu il secondo paese a chiamare la corsa "Gran Premio": la prima edizione si disputò nel 1921. Nel 1924 si aggregarono anche Belgio e Spagna.
Nel 1922 fu costruito il circuito permanente di Monza, il terzo al mondo e il primo nell'Europa continentale; risale invece al 1927 un'altra pista leggendaria, quella del Nürburgring.

Alberto Ascari al termine di una corsa a bordo di una Ferrari 500

Negli anni trenta si delineò in misura definitiva la differenziazione tra auto da Gran Premio e macchine Sport, con le varie case automobilistiche come Alfa Romeo, Auto Union, Bugatti e Mercedes-Benz che costruirono vetture da 600 cavalli. Il peso massimo era di 750 kg, limite in vigore dal 1934 al 1937.
Un vero e proprio Campionato del Mondo per macchine da Gran Premio che premiava solo le Case fu organizzato per tre stagioni dal 1925 al 1927 e vide l'affermazione, in successione, di Alfa Romeo ('25), Bugatti ('26) e Delage ('27).
Nel 1931 e 1932 fu istituito un Campionato Internazionale che il primo anno premiò Minoia (Alfa) e successivamente Nuvolari (anche lui su Alfa).
Nel Gran Premio di Monaco del 1933, per la prima volta nella storia, la griglia di partenza fu determinata dai tempi di qualificazione. Le squadre già da anni erano differenziate dal colore della propria nazione:
- Francia – Blu (Blu di Francia)
- Italia – Rosso (Rosso corsa)
- Gran Bretagna – Verde (British racing green)
- Germania – Bianco e dopo Argento (Frecce d'argento)
- Belgio – Giallo
- Giappone - Bianco
- Stati Uniti d'America - Bianco con strisce Blu o Blu (Blu reale)

Il Predominio delle vittorie fino agli anni venti era dei costruttori francesi (Bugatti, Delage), ma con l'arrivo delle case italiane come Alfa Romeo e Maserati le cose iniziarono a cambiare, impossessandosi esse del dominio completo sul panorama automobilistico.

Negli anni trenta, il Partito Nazista stanziò consistenti somme a favore delle case tedesche (Mercedes e Auto Union), per cercare di vincere le corse ed aumentare inoltre il prestigio del III Reich, cosa che riuscì, giacché quelle case dominarono le corse dal 1934 al 1939.
Nel 1935 nacque il primo "Campionato Europeo Grand Prix" per piloti, dove i migliori corridori si affrontavano in alcuni Gran Premi Europei. Questa competizione durò fino al 1939, anno dell'inizio della seconda guerra mondiale, e fu sempre dominato da piloti e vetture tedesche.

### Dal 1950 in poi
A Parigi nel 1949, la Federazione Internazionale (successivamente diventata la FIA) organizzò il primo Campionato del Mondo di Formula 1 per l'anno successivo. Fu instaurato un sistema di punti per le sette gare del Mondiale, che racchiudeva anche la 500 Miglia di Indianapolis.
Il primo Gp di Formula 1 fu svolto nel circuito inglese di Silverstone il 13 maggio. Quel Mondiale lo vincerà Nino Farina con l'Alfa Romeo.
Da allora sono nate tantissime categorie di corse automobilistiche: quelle a "ruote scoperte" (che sono conosciute come vetture di Formula) e quelle a "ruote coperte" (come le vetture Sport Prototipo, GT, Turismo e da Rally).
Dalla F1 sono nate la Champ Car e la Formula Indy negli Stati Uniti d'America, le categorie minori come la Formula 2 (ex Formula 3000, da cui sono usciti tantissimi talenti), la Formula 3 (dove Michael Schumacher e Mika Häkkinen si davano battaglia nella loro adolescenza), la Formula Renault, la Formula Nippon, la Atlantic Championship, il karting (la categoria base per tutti i piloti) e la nuovissima Formula E, campionato elettrico all'attivo dal 2014.
Tra le ruote coperte, oltre al Rally, il Granturismo si è evoluto con le gare GT3 come Intercontinental GT Challenge e GT World Challenge e le categorie GTE del Campionato del mondo endurance e dell'IMSA, mentre precedentemente la serie di riferimento è stata il FIA GT nella quale correvano le GT1 e le GT2. Tra i prototipi i massimi campionati sono il Campionato del mondo endurance (erede del defunto Campionato del mondo sportprototipi) e l'IMSA. Il turismo si è invece evoluto nel WTCC (successivamente divenuto WTCR), il Deutsche Tourenwagen Masters (Campionato Tedesco di altissimo livello).

## Tipi di competizioni
Le competizioni automobilistiche si dividono in due tipi:
- gare di velocità: vince chi completa il percorso di gara nel minor tempo, oppure chi percorrere più strada in un tempo prestabilito (come nella celebre 24 ore di Le Mans)
- gare di regolarità: vince chi completa il percorso di gara mantenendo una velocità media il più possibile vicina a quella prestabilita. Questo tipo di gare mette alla prova soprattutto l'affidabilità della vettura, cioè la capacità di affrontare il percorso (spesso lungo e accidentato) senza guasti e rotture meccaniche.

Si possono inoltre suddividere in base al tipo di percorso:
- Corse in circuito: si percorre un numero prestabilito di giri di un tracciato chiuso, che può essere una pista permanentemente riservata alle competizioni (circuito permanente) oppure un percorso ricavato su strade normalmente aperte al traffico, spesso all'interno di una città (circuito cittadino), o un misto delle due cose (circuito semipermanente). Vi sono due tipi di circuiti:
  - Stradali: sono circuiti che presentano rettilinei di diversa lunghezza e curve di diverso raggio e sviluppo, singole o in successione. Questo tipo di pista impegna il pilota e la vettura in frequenti accelerazioni, frenate, cambi di marcia e ne mette alla prova tutte le qualità. I più famosi circuiti di questo tipo sono quello di Monza, del Nürburgring, di Le Mans (dove si corre la celebre 24 Ore), di Spa, di Silverstone, di Suzuka, di Bathurst e di Montecarlo (circuito cittadino).
  - Ovali: sono circuiti che presentano solo due, tre o quattro curve che girano tutte nella stessa direzione, generalmente di raggio molto ampio. La velocità media sul giro è di solito assai elevata: non vi sono né curve lente né frenate rilevanti. Questo tipo di pista è molto diffusa negli Stati Uniti d'America, mentre in Europa ve ne sono pochissime e scarsamente usate. La più celebre in assoluto è quella di Indianapolis dove ogni anno si disputa la famosissima 500 Miglia. Altri ovali famosi sono quelli di Daytona, Talladega, Charlotte, Bristol e Martinsville.
- Corse su strada: si disputano su percorsi ricavati da strade normali. Un tempo molto praticate, sono quasi scomparse a causa della loro pericolosità. Le più celebri erano certamente la Targa Florio, la Carrera Panamericana e la Mille Miglia, che si corse fino al 1957 su un percorso appunto di circa 1600 km da Brescia a Roma e ritorno.
- Corse su percorsi non asfaltati: si gareggia su strade sterrate, sentieri di campagna o persino piste tracciate nel deserto. Le più famose corse di questo tipo sono le gare del Campionato Mondiale Rally e la Parigi-Dakar. Spesso vengono inseriti nel percorso passaggi accidentati e dossi sui quali le vetture spiccano veri e propri salti.

I campionati più famosi e seguiti sono Formula 1, Rally, il Mondiale Endurance e i campionati americani (NASCAR, IndyCar, IMSA).